# Walibi Holland

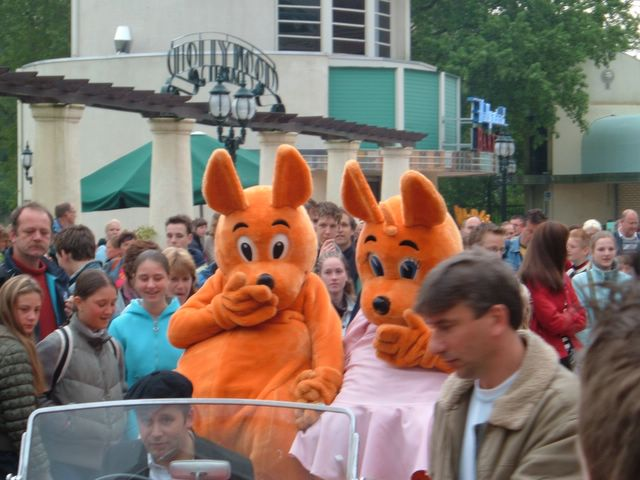
Mascotte di Walibi Holland

Walibi Holland è uno dei più grandi parchi di divertimento dei Paesi Bassi.
Il parco si trova a Biddinghuizen (nel comune di Dronten), nella provincia olandese di Flevoland.
Il parco è stato creato nel 1971 da Eddy Meeùs, un uomo d'affari belga; il nome "Walibi Belgium" deriva dai tre comuni in cui si trova il parco: Wavre, Limal e Bierges.
Il parco Walibi World ha ospitato l'edizione 2011 del festival musicale DefQon.1.

## Storia
Il parco fu fondato, col nome di Flevohof, come un parco fattoria, dove imparare a conoscere l'agricoltura.
Quando, all'inizio degli anni novanta, Flevohof fallì, il parco fu acquisito dal Gruppo Walibi, che controllava il parco gemello di Walibi Wavre, e rinominato Walibi Flevo. Questo gruppo fu acquisito da Premier Parcs nel 1998 e, nel 2000, il parco fu rinominato Six Flags Holland, per poi diventare Walibi World nel 2005.
Il nome attuale è in uso dal 2010. Le maggiori attrazioni, tra cui le montagne russe e molti altri "thrill rides", furono introdotte nei periodi precedenti. Negli ultimi anni il parco tenta di presentarsi più come un parco per famiglie.
Walibi Holland ha sette montagne russe, tra cui la Goliath, una delle maggiori del Benelux.